# Batocnema occidentalis
Batocnema occidentalis är en fjärilsart som beskrevs av Griveaud 1970. Batocnema occidentalis ingår i släktet Batocnema och familjen svärmare. Inga underarter finns listade i Catalogue of Life.